# Sabana Libre (paroisse civile)
Pour les articles homonymes, voir Sabana.
Sabana Libre est l'une des quatre paroisses civiles de la municipalité d'Escuque dans l'État de Trujillo au Venezuela. Sa capitale est Sabana Libre.